# Charles de Tolnay
Karoly Vagujhely Tolnai, mais conhecido como Charles de Tolnay (Budapeste, 1899 - Florença, 1981) foi um professor e historiador da arte da Hungria.

## Carreira
Estudou no Staatsovergymnasium de Budapeste, participando do célebre Budapest Sonntagskreis, sendo colega entre outros de Georg Lukács e Arnold Hauser. A partir de 1918 estudou história da arte e arqueologia em Berlin com Adolph Goldschmidt, em Frankfurt com Rudolf Kautzsch e em Viena, onde completou sua dissertação sobre Hieronymus Bosch em 1925, orientado por Julius Schlosser e influenciado por Max Dvořák. Em 1928 tornou-se professor da Universidade de Hamburgo, já concentrado no tema em que se especializaria, Michelangelo, e encontrando Erwin Panofsky. Em 1930 casou-se com Rina Ada Clara Bartolucci. Ainda que fosse protestante, era um inimigo do nazismo, e emigrou para Paris em 1933, dando aulas na Sorbonne. Na França realizou estudos que puderam estabelecer a identidade de dois mestres obscuros, o Mestre de Flémalle e Jacques Daret, como nomes alternativos de Robert Campin. Recomendado por Panofsky, mudou-se para os Estados Unidos em 1939 e passou a dar aulas na Universidade de Princeton, até 1948, e nesse período ganhou cidadania estadunidense. A partir de 1953 ensinou na Universidade de Columbia, até mudar-se para a Itália em 1965, tornando-se o diretor da Casa Buonarroti, em Florença. Em 1971 casou-se pela segunda vez, com Anna-Marie Reps.

## Entre seus trabalhos se destacam
- Die späten architektonischen Projekte Michelangelos. Hamburg, 1929;
- Pierre Bruegel l'ancien. 2 vols. Brussels: Nouvelle société d'éditions, 1935;
- Corpus dei disegni di Michelangelo. Novara: Istituto geografico De Agostini, 1975ff;
- Hieronymus Bosch. Basle: Les Éditions Holbein, 1937;
- Le Maître de Flémalle et les frčres Van Eyck. Brussels: Éditions de La Connaissance, s.a., 1939;
- Michelangelo, Princeton: Princeton University Press, dividido nos volumes:
  - The Youth of Michelangelo, 1943 (vol. 1),
  - The Sistine Ceiling, 1945 (vol. 2),
  - The Medici Chapel, 1948 (vol. 3),
  - The Tomb of Julius II, 1954 (vol. 4),
  - The Final Period: Last Judgment, Frescoes of the Pauline Chapel, Last Pietàs, 1960 (vol. 5).[1]